# Кислівка (Куп'янський район)
Кислі́вка — село в Україні, у Петропавлівській сільській громаді Куп'янського району Харківської області. До 2020 орган місцевого самоврядування — Кислівська сільська рада.

## Географія
Село Кислівка розташоване на відстані 5 км від річки Кобилка. До села примикає село Котлярівка. Через село проходить залізниця Куп'янськ — Сватове — Попасна, станція Кислівка. Поруч проходить автомобільна дорога Н26.

## Історія
Село виникло у третю хвилю переселення на Дике поле в 70-80 роках ХVІІ століття. Точної дати немає. Переселенці обрали в степу підвищену місцевість і отаборились. Поступово на обраному місці виростали хати, а навколо вибудовувалися стіни острогу, сліди якого ще й тепер помітні на околиці села.
Основним заняттям жителів стало землеробство, скотарство, садівництво. Про хліборобське уміння тутешніх селян свідчить те, що в 1948 році трьом колгоспникам села Табаївки, яке тепер підпорядковане Кислівській сільраді, було присвоєно звання Героя Соціалістичної Праці. Це бригадир І. С. Марченко, ланкові П. М. Супрун та В. І. Чумакова.
У роки Німецько-радянської війни в Кислівці кілька місяців був командний пункт і штаб 62-ї армії, перейменованої за героїзм, виявлений у Сталінградській битві, у 8-у гвардійську. Саме тут командуючому В. І. Чуйкову (згодом Маршалу Радянського Союзу) був вручений гвардійський прапор армії.
12 червня 2020 року, відповідно до Розпорядження Кабінету Міністрів України  № 725-р «Про визначення адміністративних центрів та затвердження територій територіальних громад Харківської області», увійшло до складу Петропавлівської сільської громади.
19 липня 2020 року, в результаті адміністративно - територіальної реформи та ліквідації колишнього Куп'янського району, село увійшло до складу Куп'янського району Харківської області.
Під час Російського вторгнення в Україну село було окуповане, в ході Харківського контрнаступу українські військові звільнили село від російської окупації [1].
5 грудня 2022 року російський агресор здійснив обстріли з танків та артилерії по районах населених пунктів Кислівка, Котлярівка, Табаївка, Крохмальне, Берестове і Вишневе Харківської області.
25 грудня 2022 року російський агресор завдав вогневого ураження в районі населеного пункту.

## Населення

### Мова
Розподіл населення за рідною мовою за даними перепису 2001 року:
| Мова       | Кількість | Відсоток |
| ---------- | --------- | -------- |
| українська | 888       | 92.02%   |
| російська  | 74        | 7.67%    |
| білоруська | 2         | 0.21%    |
| вірменська | 1         | 0.10%    |
| Усього     | 965       | 100%     |

## Відомі люди
- Карасик Олександр Іванович (1967—2014) — молодший сержант Збройних сил України, учасник російсько-української війни.
- Плотніков Василь Васильович (1992—2018) — солдат Збройних сил України, учасник російсько-української війни.
- Шкарлетова Марія Савеліївна (1925—2003) — Герой Радянського Союзу.

## Економіка
- Молочно-товарна і птахо-товарна ферми.
- Куп'янський комбінат хлібопродуктів, ЗАТ.

## Культура

### Кислівська сільська бібліотека
У другій половині XVII віку було засноване село Кислівка. Відомостей про перші книги в селі немає, але при церквах була релігійна література, Біблії.
Перша хата — читальня в селі Кислівка з'явилася після Великої Вітчизняної війни на місті теперішнього сільського клубу, першим бібліотекарем була Кравцова Єлизавета Андріївна, яка працювала в бібліотеці до 1965 року. В 1965 році бібліотека була організована тільки в селі Табаївка в приміщенні сільського клубу. В інших селах, які входили до Кислівської сільської ради бібліотек не було, у той час це було найбільше село. Першим бібліотекарем і завідувачем клубу був Глушко Віктор, який мав бібліотечну освіту. З 1957 року по 1974 рік в бібліотеці села Табаївка працювали Горюнова Ніна Єгорівна, Мельник Лідія Яківна, Супрун Олександра Василівна, Супрун Галина Миколаївна, Пелих Раїса Олексіївна.
В 1974 році фонд бібліотеки був переданий в Кислівську бібліотеку. В той час там працювало два бібліотекаря — Носик Ольга Миколаївна, а з 1975 року з нею почала працювати Чумак Ніна Миколаївна. Цей період життя в бібліотеці був дуже плідний: проводилися різноманітні заходи зі школою, сільським клубом: вечори відпочинку, вшанування людей праці, зустрічі з ветеранами війни. Результати цієї діяльності бібліотекарів — численні нагороди, дипломи, почесні грамоти. З 1985 року в бібліотеці працювала Кіптенко Людмила Федорівна, а з 2005 року в бібліотеці стала працювати Круподеря Валентина Іванівна. З 1983 року бібліотека містилися в приміщенні  сільської амбулаторії на другому поверсі. На 128 квадратних метрів площі є читальна зала, дитячий відділ, книгосховище.   

## Об'єкти соціальної сфери
- Дитячий садок.
- Школа.
- Кислівська амбулаторія сімейної медицини.

## Пам'ятки
Визначною примітністю тутешньої місцевості є урочище Красне. Воно та ще Стрілецький степ на Луганщині — єдині в Україні території, де масово збереглися реліктова рослина — півонія тонколиста (воронець), цвітіння якої навесні справляє незабутнє враження. Ростуть тут і інші рідкісні рослини: кермек, адоніс, шльомник, мигдаль. Урочище Красне визначене як Кислівський державний заповідник рідкісних рослин.